# Tonmi Lillman
Pour les articles homonymes, voir Otus (homonymie).
Tonmi Kristian Lillman alias Otus, né le 3 juin 1973 à Kouvola en Finlande et mort le 13 février 2012, était un batteur finlandais, connu comme étant le batteur de Lordi. Il avait remplacé Kita le 26 octobre 2010 lorsque ce dernier quitta le groupe.
Son costume de scène était un mélange d'un boucher, d'un bourreau, d'un alien, d'un lézard et d'un zombie et était surnommé la « Chose » (Otus est un mot finnois qui se traduit approximativement par "Chose"). En 2004, il changea officiellement son nom de Tommi Lillman vers Tonmi Lillman. Il fut précédemment batteur pour les groupes To/Die/For, Sinergy et Ajattara.

## Biographie
Il fut retrouvé mort le 13 février 2012, la cause de sa mort n'est pas connue.